# Мокрая химия
Мокрая химия (англ. wet chemical methods) — устоявшееся жаргонное название совокупности методов получения нано- и ультрадисперсных неорганических порошков из водных и неводных растворов.

## Описание
Термин «мокрая» химия появился в качестве противопоставления твердофазным методам получения соединений и материалов, традиционно широко применяемым в химии твердого тела и в производстве керамики. В настоящее время термин используется для группового обозначения различных методов получения порошков и материалов (жидкофазный золь-гель метод, гидротермальный синтез, метод Печини, распылительная сушка, спрей-пиролиз, криохимический синтез и др.), неотъемлемой частью которых является использование растворов на одной из стадий процесса. Основными отличиями продуктов «мокрой» химии от аналогичных продуктов твердофазного синтеза являются существенно меньший размер зерна (кристаллитов) и, как правило, более низкая температура и меньшая продолжительность фазообразования многокомпонентных соединений.